# Imunoeletroforese
A imunoeletroforese é uma técnica de imunoprecipitação, que combina eletroforese e imunodifusão radial em meio gelificado, em tempos distintos, mas com alto poder de resolução. Esse método tem a capacidade de comparar e evidenciar frações antigênicas que são separadas em geral, em gel de galactose, sob influência de um campo elétrico; Entretanto, apesar de que moléculas podem apresentar cargas elétricas próximas, a técnica junta-as em pontos próximos para a migração eletroforética.

## Aplicação da Imunoeletroforese
Para a realização da imunoeletroforese, são utilizados como suportes o papel filtro, acetato de celulose, gel de agar ou agarose e poliacrilamida, onde apresentam diferentes fatores interferentes na migração eletroforética: tamanho e forma das moléculas, carga, concentração, força iônica, pH do solvente, temperatura e intensidade do campo elétrico. Além disso, outro fator importante é o ponto isoelétrico (pI), pois dependendo do meio em que ocorre a eletroforese, poderá determinar a forma de migração das moléculas.
A técnica de imunoeletroforese é realizada em duas etapas. Na primeira etapa, os antígenos são fracionados por eletroforese, enquanto na segunda etapa, ocorre a difusão dos antígenos contra antissoros, presentes nas canaletas no gel. Portanto, as moléculas depositadas no gel de acordo com os seus pesos moleculares e cargas elétricas migram para o polo negativo. A canaleta é recortada entre os poços que aplicaram as amostras com os antígenos, e em seguida, é preenchida com o anticorpo que se funde formando arcos de precipitação. A reação antígeno-anticorpo na imunoeletroforese é manifestada pela formação de bandas de precipitação do gel, visto que, cada banda corresponde a um complexo imune específico.
A imunoeletroforese é classificado como um método qualitativo, que pode ser utilizado na detecção de substâncias solúveis imunogênicas, utilizando anticorpos específicos, sendo que, os imunocomplexos formados apresentem tamanhos suficientes para a formação de bandas de precipitação. Além disso, a técnica de imunoeletroforese permite caracterizar proteínas com confiabilidade, detecta anormalidade estruturais, por exemplo, padrão de mobilidade eletroforética, e alteração na espessura do arco precipitado. No entanto, como esse método não apresenta sensibilidade elevada, não se torna capaz de detectar bandas monoclonais em baixas concentrações, visto que, poderia permitir o diagnóstico precoce de gamopatias.